# Bobby Valentino (album)
Pour les articles homonymes, voir Bobby Valentino.
Albums de Bobby Valentino
Special Occasion
(2007)
Bobby Valentino est le titre du premier album du chanteur de  R'n'B américain Bobby Valentino, sorti en 2005.
Bobby Valentino a coécrit la quasi-totalité des chansons de son album. (Seul Give Me A Chance featuring Ludacris est une chanson en collaboration avec Ludacris.)
Trois singles sont extraits de cet album : « Slow down », « Tell me » et « My Angel (never leave you) »

## Liste des pistes
Sauf indication contraire, les titres sont produits par Tim & Bob
1. Some Bobby (34 s), produit par Gary « Gizzo » Smith
2. Slow Down  (4 min 18)
3. Give Me A Chance (4 min 43) featuring Ludacris
4. Never Lonely (4 min 42)
5. Mista Valentino (1 min 08)
6. Tell Me (4 min 20)
7. My Angel (Never Leave You) (4 min 45)
8. Want You To Know Me (4 min 49)
9. Gangsta Love (3 min 45) produit par Lamar Edwards, Larrance Dopson et Steve Thornton
10. Come Touch Me (4 min 10)
11. I'll Forgive You (Interlude) (59 s)
12. I'll Forgive You (4 min 23)
13. Love Dream (4 min 31)
14. Lights Down Low (4 min 45) produit par Rondeau « Duke » Williams
15. One Girl To Love (5 min 01)
16. Thank You Lord (Outro) (1 min 34)
17. Slow Down (Tim & Bob Remix) (4 min 07) - Bonus Track